# Charles-Gabriel Pravaz
Charles-Gabriel Pravaz (født 24. marts 1791 i Le Pont-de-Beauvoisin, departement Isère, død 24. juni 1853 i Lyon) var en fransk læge.
Pravas tog doktorgraden 1824 med afhandlingen Recherches pour servir à l'histoire de la phthisie laryngée og blev læge ved Asile royal de la Providence. Senere arbejdede han sammen med Guérin ved et ortopædisk institut i Passy ved Paris, og herfra udsendte han 1827 sit berømte værk: Méthode nouvelle pour le traitement des déviations de la colonne vertébrale, der 1829 efterfulgtes af Mémoires sur l'orthopédie. Meget indgående studier ofrede Pravaz på den medfødte hofteluksation og dens reposition, som han behandlede i flere skrifter, deriblandt Traité théorique et pratique des luxations congénitales du fémur (1847). Efter at have oprettet et ortopædisk institut i Lyon, kom Pravaz ind på nye baner, anvendelse af bade med komprimeret luft, gymnastikkens betydning for redressementet af misdannelser. Pravaz er også kendt som opfinder af et system af instrumenter til knusning af galde- eller nyresten. Han angav en metode til behandling af aneurismer med elektrisk strøm, og ved de forsøg, som han gjorde i denne anledning, og som gjordes dels med, dels uden akupunktur, opdagede han den intensivt koagulerende virkning af visse klorjernsforbindelser, hvorved han revolutionerede behandlingen af alle sygdomme i karsystemet. Den sprøjte, han anvendte til disse injektioner, fandt kun ringe anvendelse i fremtiden til den slags formål, men den kom dog — som morfinsprøjten — i enhver læges hånd, idet den anvendes til den subkutane injektion.